# Tunø Fyr
Tunø Fyr ist ein Leuchtturm in Dänemark auf dem Kirchturm der Tunø Kirke auf der Insel Tunø in der Århusbucht. Es begrenzt das südliche Ende der Ost-West-Durchfahrt zwischen der Halbinsel Mols im Norden und den Inseln Samsø und Tunø im Süden.